# Pargat Singh (Cricketspieler)
Pargat Singh (Hindi परगट सिंह, Panjabi ਪਰਗਟ ਸਿੰਘ; * 13. April 1992 in Rupnagar, Indien) ist ein indischer Cricketspieler, der seit 2022 für die kanadische Nationalmannschaft spielt.

## Aktive Karriere
Singh gab sein First-Class-Debüt für Punjab in der Saison 2015/16 und spielte dort bis zur Saison 2017/18. Sein Twenty20-Debüt für die kanadische Nationalmannschaft folgte im November 2022 bei einem Vier-Nationen-Debüt im Oman gegen Bahrain. Im weiteren Turnierverlauf erzielte er gegen Bahrain ein Fifty über 61 Runs. Sein ODI-Debüt erfolgte im März 2013 beim ICC Cricket World Cup Qualifier Play-off 2023 gegen Jersey. Gegen die Vereinigten Arabischen Emirate konnte er dabei ein Century über 102 Runs aus 96 Bällen und gegen Papua-Neuguinea ein weiteres Fifty (61* Runs) erzielen. Bei der Qualifikation für die kommende Twenty20-Weltmeisterschaft gelang ihm ein weiteres Fifty (82 Runs) gegen die Cayman Islands. Bei einem Drei-Nationen-Turnier in den Vereinigten Arabischen Emiraten im März 2024 konnte er ein weiteres Fifty (87* Runs) gegen Schottland erreichen und wurde dabei als Spieler des Spiels ausgezeichnet. Er wurde dann für den ICC Men’s T20 World Cup 2024 nominiert.